# Unterrabnitz-Schwendgraben
Unterrabnitz-Schwendgraben est une commune autrichienne du district d'Oberpullendorf dans le Burgenland.